# Кутузов, Александр Викторович
Александр Викторович Кутузов (род. 23 ноября 1985) — российский хоккеист, защитник. Чемпион мира и кавалер ордена Почёта (2014).

## Карьера
Воспитанник тверского хоккея. Выступал за ХК МВД. В мае 2008 г. перешёл в нижнекамский «Нефтехимик». Затем играл за новосибирскую «Сибирь», а также несколько матчей за «Динамо» (Москва).
16 мая 2014 года подписал контракт с «Салаватом Юлаевым» на сезоны 2014-15 и 2015-16.
1 июня 2015 года в результате обмена стал игроком ЦСКА.
С 2017 по 2019 года выступал за «Локомотив» (Ярославль).
28 мая 2019 года перешел в московский «Спартак», контракт был рассчитан до 30 апреля 2020 года. 29 октября 2019 года «Спартак» и Кутузов расторгли контракт по взаимному соглашению сторон.

## Международная карьера
Во время выступления в составе сборной России на чемпионате мира 2014 года Кутузов забросил свою первую шайбу за сборную в четвертьфинале против сборной Франции. Это вызвало волну шуток среди болельщиков и в российской прессе из-за параллелей с генерал-фельдмаршалом Михаилом Кутузовым, победившим французскую армию Наполеона в войне 1812 года.
27 мая 2014 года за победу на чемпионате мира награждён орденом Почёта.

## Статистика
| Легенда | Легенда                    | Легенда | Легенда                   | Легенда | Легенда    |
| ------- | -------------------------- | ------- | ------------------------- | ------- | ---------- |
| И       | Количество проведённых игр | Штр     | Штрафное время            | +/−     | Плюс-минус |
| Г       | Голы                       | П       | Голевые передачи          | О       | Очки       |
| -       | Статистика неизвестна      | —       | Статистика не учитывалась |         |            |